# VFP-62
Le Light Photographic Squadron 62 ou VFP-62, connu sous le nom de "Fighting Photos", est un escadron aéroporté de l'US Navy qui a été créé  en 1949  et dissout le 1er janvier 1968. L'escadron a fourni un détachement d'avions de reconnaissance pour chacune des escadres aériennes embarquées de la flotte américaine de l'Atlantique.

## Historique
Le VFP-62 a été créé en janvier 1949 sous le nom de  'Composite Squadron SIX TWO, surnommé Fighting Photos, et était équipé d'avions de chasse F8F-2P Bearcat et F4U-5P Corsair convertis en plates-formes de reconnaissance. 
Le premier détachement du VC-62 est affecté au Carrier Air Group Seven (CVG-7) à bord du porte-avions USS Leyte (CV-32) de septembre 1949 à janvier 1950 pour un déploiement en mer Méditerranée.
Des détachements de l'escadron opéraient à partir de tous les porte-avions d'attaque de la flotte de l'Atlantique basés sur la côte est des États-Unis. De septembre 1950 à février 1951, un détachement du VC-62 a également opéré pendant la guerre de Corée depuis l'USS Leyte dans le cadre du CVG-3.
En 1951, l'escadron se convertit en avion à réaction et fut équipé du F2H-2P Banshee. Le 2 juillet 1956, l'escadron a été renommé Photographic Reconnaissance Squadron SIX TWO (VFP-62) et est passé au F9F-6P Cougar.
Rebaptisé Light Photographic Squadron SIX TWO (VFP-62) afin de le distinguer des escadrons Heavy Photographic Squadron qui étaient en cours de création, l'escadron a reçu son premier avion F8U-1P Crusader en 1959.
Le VFP-62 est surtout connu comme l'escadron qui a pris les premières photos à basse altitude des bases de missiles soviétiques à Cuba pendant la crise des missiles de Cuba en octobre 1962. À l'époque, il était commandé par le commandant de l'époque William Ecker (en). En 2000, le film Thirteen Days, produit par Kevin Costner, montrait les actions d'Ecker et des autres membres du VFP-62 pendant la crise des missiles de Cuba.
De juin 1966 à février 1967, le détachement 42 du VFP-62  a opéré à partir de l'USS Franklin D. Roosevelt (CVA-42) au large du Vietnam dans le cadre de CVW-1. Le VFP-62 a ensuite été supprimé le 1er janvier 1968, son rôle étant assumé par son escadron sœur de la flotte du Pacifique, le VFP-63 (en), pilotant également le RF-8G, et par plusieurs escadrons d'attaque de reconnaissance (RVAH) pilotant le RA-5C Vigilante.

## Galerie

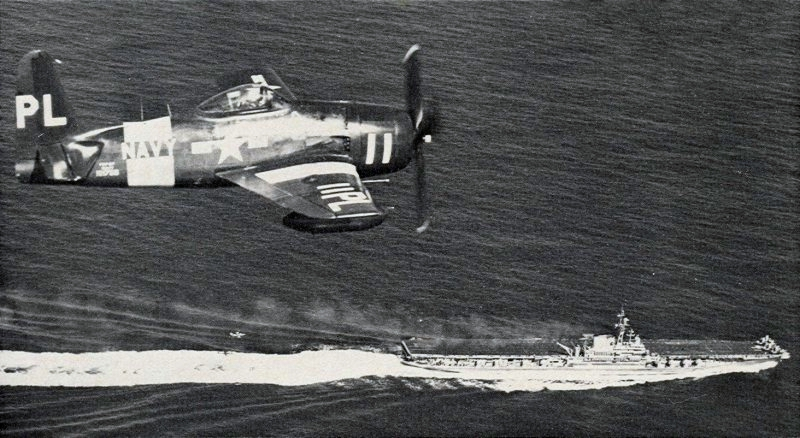
F8F-2P Bearcat sur USS Midway 1949/50
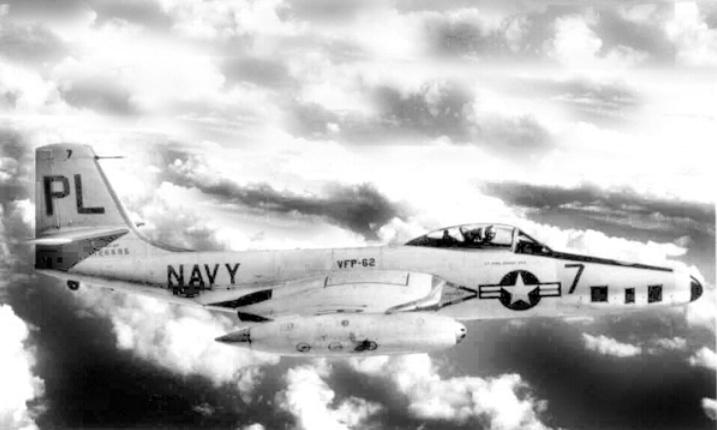
F2H-2P en 1956
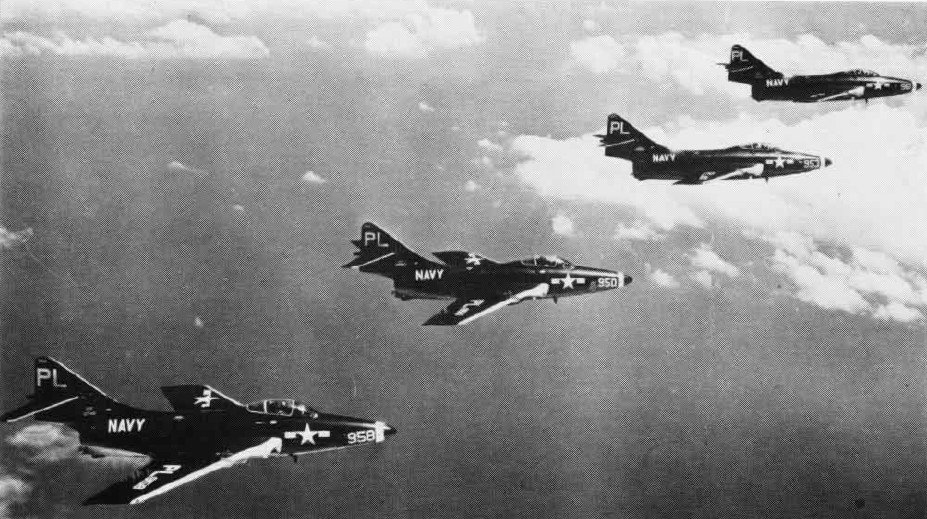
F9F-6Ps en 1956
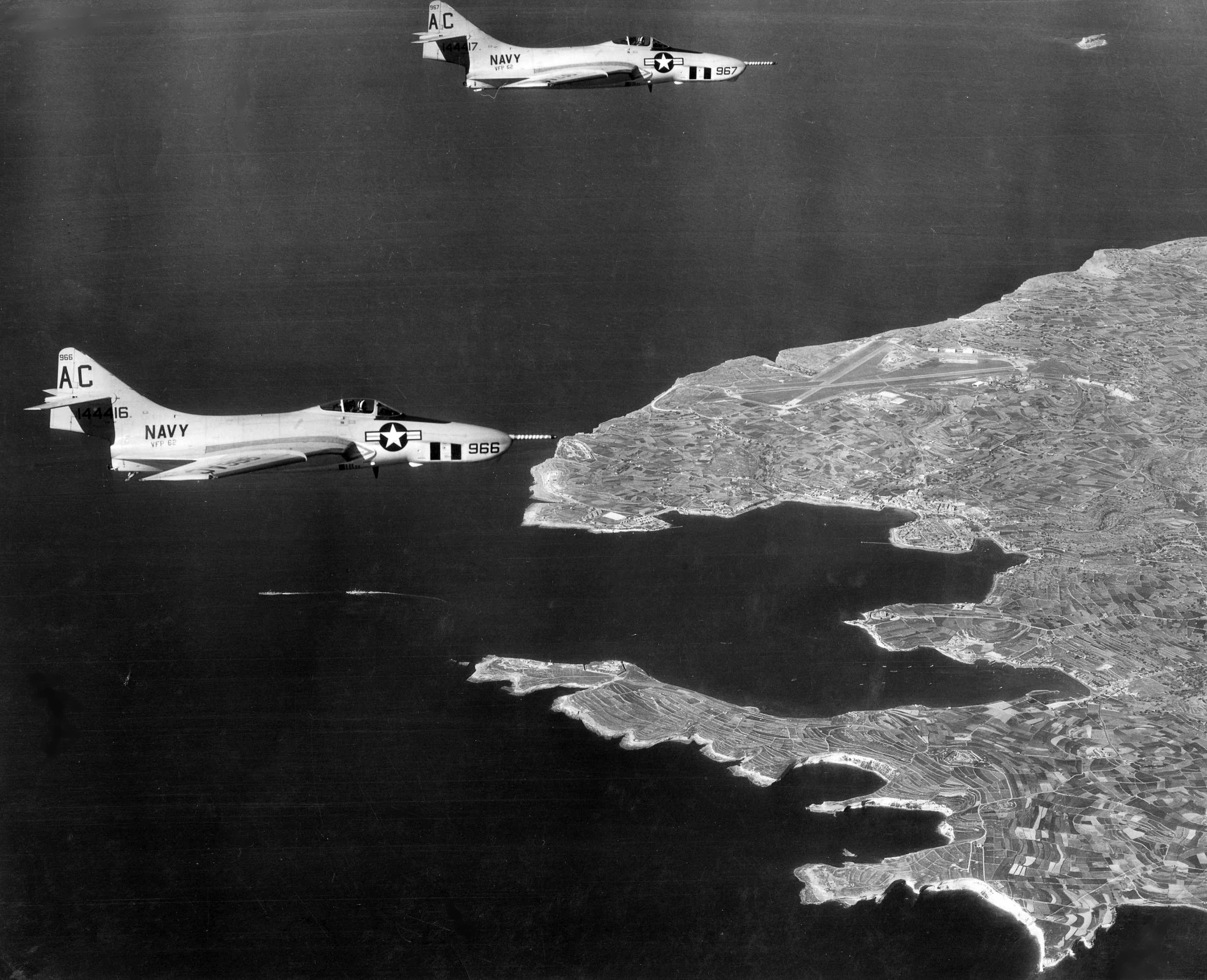
F9F-8Ps sur Malte, 1958
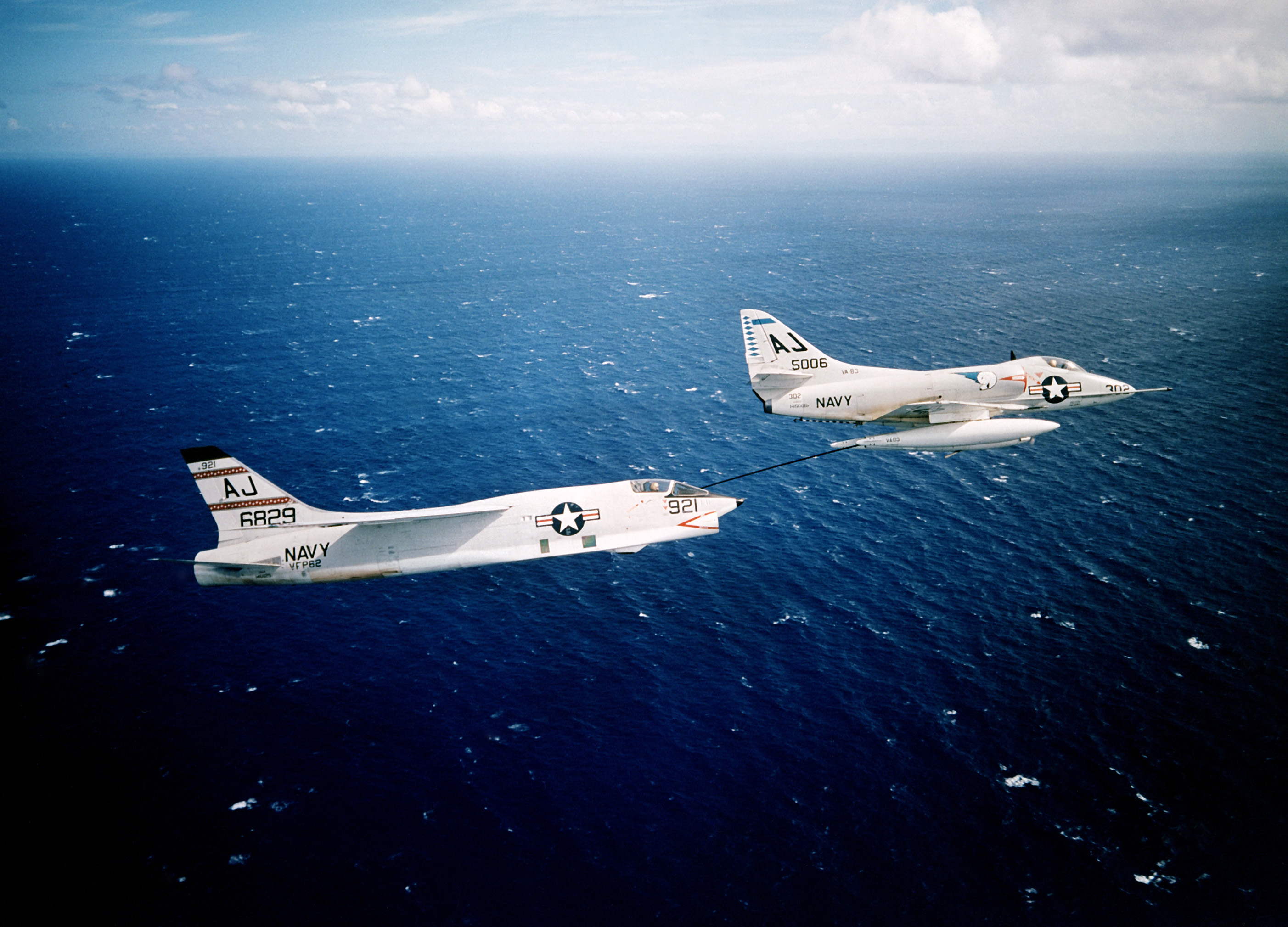
A4D-2 et F8U-1P en 1960
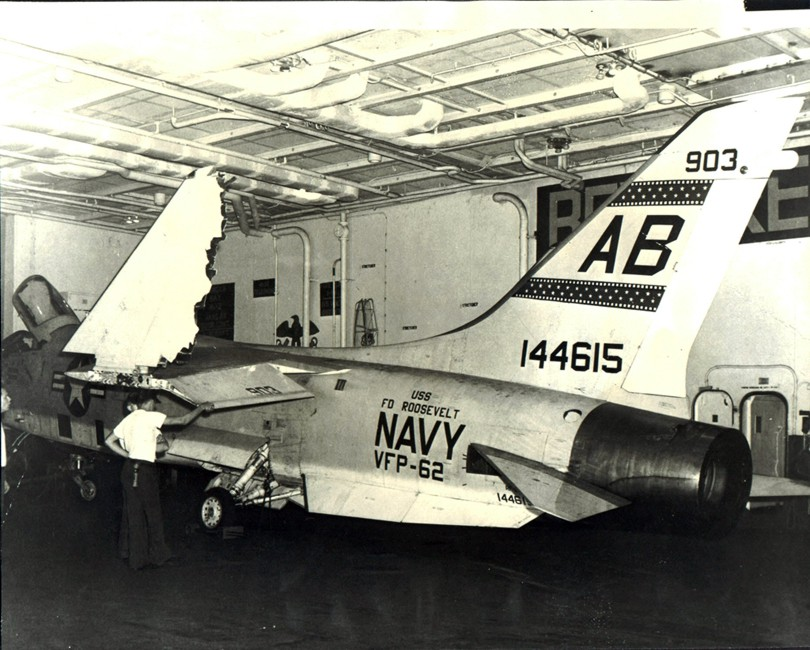
RF-8G endommagé au Vietnam, 1967